# Moskal

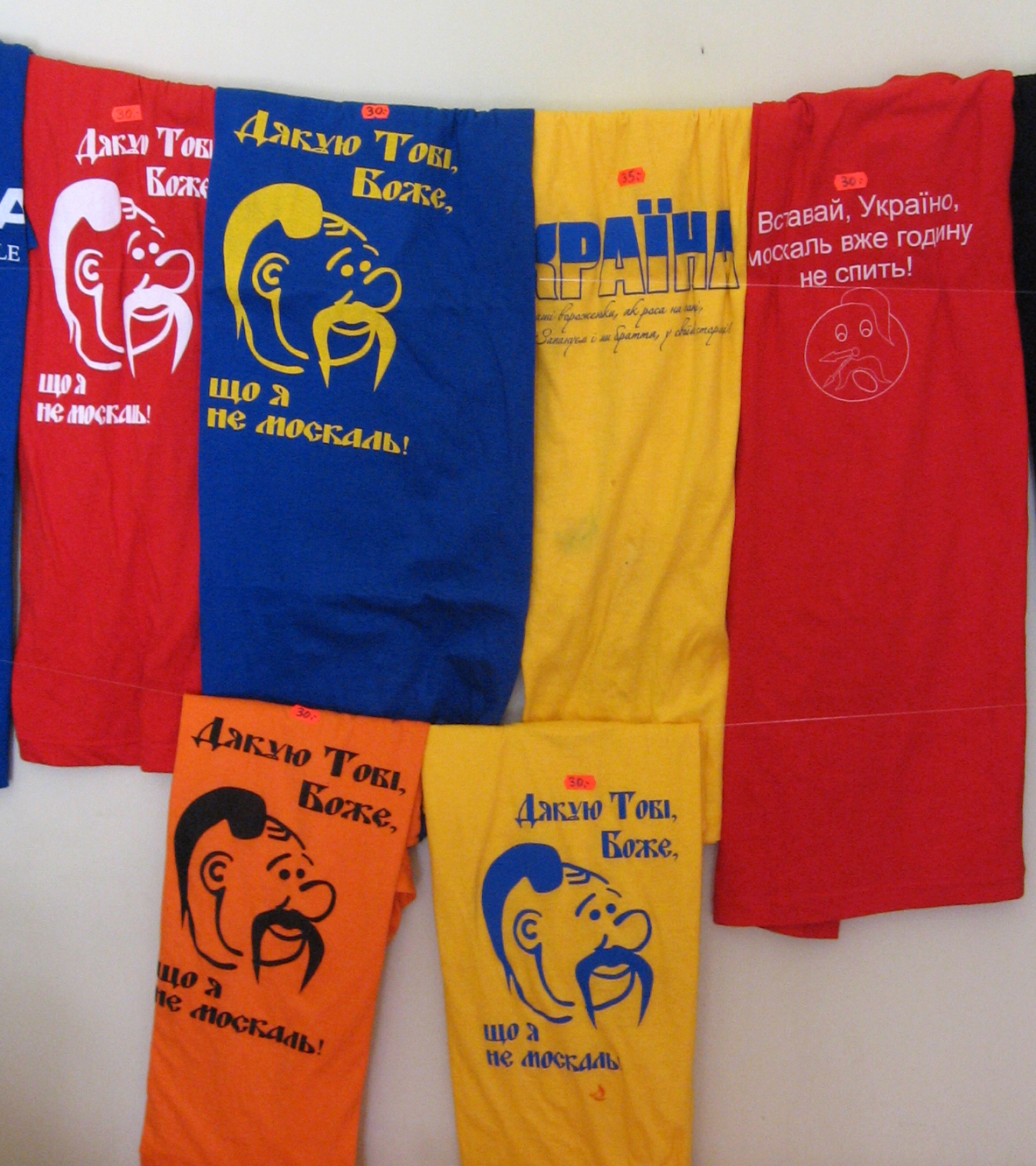
Ukrajinská trička s nápisem „Díky Ti, Bože, že nejsem Moskal“ (2008)

Moskal (rusky москаль, ukrajinsky москаль, bělorusky маскаль, polsky moskal) je původně označení rozlišující obyvatele východního ruského státního útvaru s centrem v Moskvě, dnes označované za Rusy, od obyvatel západního ruského státního útvaru s centrem v Kyjevě. Označení se používalo západně od Velké Rusi, tedy zejména na území dnešní Ukrajiny,  Běloruska a Polska, a to jak v neutrálním významu, tak ve funkci etnofaulismu – od počátku s sebou neslo konotace „Asiat, primitiv, barbar“ a označováni jím byli nejen etničtí Rusové, ale i příslušníci jiných národů, pokud bojovali v zájmu ruského impéria. Jako hanlivé označení Rusů se na Ukrajině a v Polsku užívá také slovo kacap, na Litvě kacapas.
Výraz se ujal po zániku Kyjevské Rusi pod nájezdy Mongolů ve 13. století. V té době se začala formovat dvě rozdílná kulturní a státní ohniska. Jedno z nich bylo kolem Moskvy, pod ochranou Mongolů. Druhé existovalo v okolí Kyjeva pod ochranou Rzeczpospolity neboli polsko-litevského soustátí. Obě tato centra se nazývala „Rus“, přičemž „Rus“ s centrem v Kyjevě si tento termín a dědictví Kyjevské Rusi nárokovala pro sebe a tu druhou, východní Rus nazývali Moskalsko a její obyvatele Moskaly. Západní cestovatelé 16. a 17. století nazývali dnešní Ukrajinu Rusí, zatímco moskevský státní útvar nazývali Moskevskem. Východní Rusové sebe nazývali Rusy, zatímco západní Rusy nazývali Chocholy či Litevci. Po opětovném sloučení Ruska východní Rusové své území nazývali Velkou Rusí, zatímco bývalou kyjevskou část (pozdější Ukrajinu) Malou Rusí, maloruštinu považovali za méněcenný dialekt (velko)ruštiny. Vlastenci západní Rusi na to reagovali odmítnutím názvů „Rus“ i „Malá Rus“ a nově svou zemi identifikovali pod jménem „Ukrajina“, brzy se objevily i stesky na útlak od Moskalů.
Například v textu z roku 1858 bylo označení Moskalové označeno za zastaralé, označení Velkorusové a Malorusové za novější, přičemž za aktuální autor považoval označení Rusové pro Velkorusy (Moskaly) a Rusíni pro Malorusy, přičemž však slovo „Malorusi“ podle autora označuje pouze jižní Rusíny.
O nesprávnosti a hanlivosti výrazu Moskali se v Čechách vedla debata již v 19. století, např. v Národních listech 1863. Za první světové války i po ní bylo v tisku používáno v textech o ruském a polském prostředí.